# 2014 LT28
2014 LT28 est un objet transneptunien faisant partie des cubewanos et une planète naine potentielle.